# Mariah Carey (álbum)
Mariah Carey es el álbum debut de la cantante estadounidense Mariah Carey. Fue publicado el 12 de junio de 1990 por la compañía discográfica Columbia Records. Su música incorpora una variedad de géneros contemporáneos con una mezcla de baladas lentas y pistas de ritmo acelerado. Originalmente, Carey escribió cuatro canciones con Ben Margulies, que solo constituyeron su maqueta. Después de que Carey firmó con Columbia, las cuatro canciones, después de ser alteradas y regrabadas parcialmente, hicieron el corte final para el álbum. Además de Margulies, Carey trabajó con una variedad de escritores y productores profesionales, todos los cuales fueron contratados por el director ejecutivo de Columbia, Tommy Mottola. Mariah Carey contó con la producción y escritura de Rhett Lawrence, Ric Wake y Narada Michael Walden, todos los cuales fueron los principales productores discográficos en ese momento. Junto con Carey, concibieron el álbum y reconstruyeron su maqueta original.
Las reseñas del álbum generalmente elogiaron la voz y la técnica de Carey, pero fueron ambivalentes hacia la composición. No obstante, se convirtió en un éxito comercial, encabezando la lista Billboard 200 durante 11 semanas consecutivas. Mariah Carey fue certificado de platino nueve veces por la Recording Industry Association of America (RIAA), que denota la distribución de nueve millones de copias en Estados Unidos. El álbum experimentó un éxito similar en Canadá, donde encabezó las listas y fue certificado de platino siete veces. A Mariah Carey le fue bien en otros territorios del mundo, llegando a las diez primeras posiciones en Australia, los Países Bajos, Nueva Zelanda, Noruega, Suecia y el Reino Unido. El álbum ha vendido más de 15 millones de copias a nivel mundial.
Cinco sencillos fueron lanzados del álbum, cuatro de los cuales se convirtieron en éxitos número uno en el Billboard Hot 100. «Vision of Love» fue elegido como el primer sencillo del álbum, encabezando las listas en Canadá, Nueva Zelanda y los Estados Unidos. La canción fue elogiada por la crítica y es considerada como uno de los sencillos debut más fuertes por una artista femenina. El segundo sencillo del álbum, «Love Takes Time», también fue bien recibido y encabezó las listas en Canadá y los Estados Unidos. Con los siguientes dos sencillos, «Someday» y «I Don't Wanna Cry» que alcanzaron el número uno en los Estados Unidos, Carey se convirtió en la primera artista desde The Jackson 5 en tener sus primeros cuatro sencillos en la cima de las listas de éxitos en los Estados Unidos.

## Sencillos
- «Vision of Love»

Es el primer sencillo de la cantante, y el primero de su proyecto debut. La canción fue lanzada el 15 de mayo de 1990 como sencillo oficial del álbum. Tras su publicación, la canción iría cogiendo éxito rápidamente hasta que en la semana del 2 de junio, la canción apareció por primera vez en el número 72 de la lista. Siendo la primera entrada en lista de la cantante. En su siguiente semana la canción daría uno de sus saltos más grandes, saltando 22 puestos hasta el número 51 gracias a la promoción recibida. En su siguiente semana, daría otro gran salto hasta el número 31 por saltar 13 puestos. Sido el primer top 40 de la cantante. En las siguientes semanas la canción se iría elevando hasta que en su séptima semana en lista, la canción subió hasta el número 14, asomándose cada vez más al top 10. Ya en su octava semana, «Visión of Love» saltó hasta el número 5, convirtiéndose en todo un éxito y en el primer top 10 de la cantante. La canción fue recaudando tanto éxito que en su semana número diez, saltó desde el número dos hasta el pico de la lista, desbancando a «She Ain't Worth It» de Glenn Medeiros y Bobby Brown, convirtiéndose en el primer número uno de la cantante debut. La canción se mantuvo por cinco semanas en el número 1. Internacionalmente también consiguió el número uno en países como Reino Unido y Canadá.
- «Love Takes Time»

## Recepción

### Crítica
Ashley S, battle critics de AllMusic le dio una ratificación al álbum de 3.5 Estrellas sobre 5, siendo su crítica generalmente positiva. Opinó sobre el álbum :
Este debut extremadamente impresionante está repleto de baladas de sonido suave y cortes de baile / R&B edificantes. Carey aprovecha de manera convincente muchas oportunidades para mostrar su increíble rango vocal en pistas tan memorables como la popular "Vision of Love" (presentada durante su debut en televisión en The Arsenio Hall Show, una aparición que muchos notan como su introducción formal al estrellato), la enérgica "Algún día", y los sonidos malhumorados del tesoro escondido "Desaparecido". Con esta colección de canciones que actúa como un trampolín para futuros éxitos, Carey establece un fuerte estándar de comparación para otros artistas innovadores de este género.

## Lista de canciones
| N.º   | Título                    | Escritor(es)                 | Productor(es)                          | Duración |  |
| 1.    | «Vision of Love»          | Mariah Carey · Ben Margulies | Rhett Lawrence · Narada Michael Walden | 3:29     |  |
| 2.    | «There's Got to Be a Way» | Carey · Ric Wake             | Wake · Walden                          | 4:53     |  |
| 3.    | «I Don't Wanna Cry»       | Carey · Walden               | Walden                                 | 4:48     |  |
| 4.    | «Someday»                 | Carey · Margulies            | Wake                                   | 4:05     |  |
| 5.    | «Vanishing»               | Carey · Margulies            | Carey                                  | 4:12     |  |
| 6.    | «All in Your Mind»        | Carey · Margulies            | Margulies · Wake                       | 4:44     |  |
| 7.    | «Alone in Love»           | Carey · Margulies            | Lawrence                               | 4:12     |  |
| 8.    | «You Need Me»             | Carey · Lawrence             | Lawrence                               | 3:51     |  |
| 9.    | «Sent from Up Above»      | Carey · Lawrence             | Lawrence                               | 4:05     |  |
| 10.   | «Prisoner»                | Carey · Margulies            | Wake                                   | 4:24     |  |
| 11.   | «Love Takes Time»         | Carey · Margulies            | Walter Afanasieff                      | 3:49     |  |
| 46:44 |                           |                              |                                        |          |  |

© MCMXC. Columbia Records.

## Posicionamiento en listas
| País           | Lista (1990)           | Máxima posición |
| -------------- | ---------------------- | --------------- |
| Alemania       | Media Control Charts   | 24              |
| Australia      | Album Top 50           | 6               |
| Canadá         | Canadian Albums Chart  | 1               |
| España         | PROMUSICAE             | 35              |
| Estados Unidos | Billboard 200          | 1               |
| Estados Unidos | Top R&B/Hip-Hop Albums | 3               |
| Francia        | Album Top 100          | 17              |
| Holanda        | MegaCharts             | 53              |
| Japón          | Oricon                 | 13              |
| Noruega        | VG-lista               | 4               |
| Nueva Zelanda  | Album Top 40           | 4               |
| Reino Unido    | UK Albums Chart        | 6               |
| Suecia         | Sverigetopplistan      | 8               |
| Suiza          | Swiss Music Charts     | 15              |